# Emma d'Alémanie
Pour les articles homonymes, voir Emma.
Emma d'Alémanie (ou Imma d'Alémanie,), morte en 798, est une noble germanique issue d'une famille alémanique, mère d'Hildegarde de Vintzgau, qui est la seconde épouse de Charlemagne et la mère de l'empereur Louis le Pieux.

## Biographie
Elle est la fille du duc alaman Nebe.
Elle est l'épouse du comte Gérold Ier de Vintzgau, fils de Hado de Vintzgau et Gerniu de Suevie. De leur mariage naissent les enfants suivants :
- Hildegarde (758 - † 783), épouse de Charlemagne ;
- Odalric (ou Udalrich), comte en Alsace, en Brisgau et en Pannonie ;
- Gérold († 799), préfet de Bavière ;
- Probablement aussi Adrien († après le 10 novembre 821), comte d’Orléans, comte palatin, épouse Waldrade. Filiation incertaine.

En 784, Gérold et Imma font d´importantes donations à la toute jeune abbaye de Lorsch. Elles concernent des domaines situés près de Worms et d´Heidelberg.